# L'apostolo Pietro e l'ultima cena
L'apostolo Pietro e l'ultima cena (Apostle Peter and the Last Supper) è un film del 2012 diretto da Gabriel Sabloff.

## Trama
Anno 67, Roma, Carcere Mamertino. In seguito alla persecuzione dei cristiani decretata dall'imperatore Nerone, l'apostolo Pietro, ormai anziano, è stato imprigionato in attesa che venga eseguita la sua condanna a morte. Nei tre giorni che precedono l'esecuzione, Pietro intrattiene diverse conversazioni con uno dei carcerieri, Martiniano, incuriosito dalla dottrina dei cristiani. Le stesse conversazioni vengono origliate da Processo, un altro carceriere, ostile ai cristiani ma a sua volta incuriosito. Martiniano viene inoltre incoraggiato da sua moglie, Novella, che gli confida di essere già diventata cristiana e lo esorta a chiedere una benedizione a Pietro. Dopo che Pietro gli ha raccontato come ha conosciuto Gesù e tutti i particolari dell'Ultima Cena, Martiniano decide di farsi battezzare, seguito in questa decisione infine anche da Processo, poco prima che Pietro, non volendo fuggire, accetti l'ordine imperiale di essere giustiziato.

## Distribuzione
Il film è stato pubblicato da Pure Flix in DVD e Blu-ray il 21 febbraio 2012.
In Italia è stato trasmesso in prima TV il 30 marzo 2024 su TV2000 in occasione del sabato santo e nello stesso anno è stato pubblicato in italiano on demand su Prime Video.